# 額田部塞守
額田部 塞守（ぬかたべ の そこもり/せきもり、生没年不詳）は、古代日本の奈良時代の武官にして郡司。姓は直。

## 経歴
姓が同じであるため、額田部広麻呂の同族である。穴門国造の一族であると考えられる。
『続日本紀』巻第二十八によると、天平神護3年（740年）4月には、位階が外正七位上で、長門国豊浦団の毅。銭100万と稲1万束を朝廷に献上し、その結果、外従五位上が与えられ、豊浦郡の郡司（大領）に任じられたという。この年の8月15日に神護景雲と改元されている。
同様の事例として、
1. 常陸国新治郡の大領で外従六位上の新治直子公が銭2千貫と商布1千段を献上して外正五位下に昇叙した[4]、
2. 左京の人で、従八位上の荒木臣道麻呂と息子で無位の忍国が墾田100町・稲1万2千500束と荘3ヶ所を献上し、外正七位上の大友村主人主が稲1万束・墾田10町を西大寺に献上していた。道麻呂がなくなったので、外従五位下を贈り、ほかの2人にも外従五位下が授けられた[5]。
3. 伊予国の白丁の越智直国益が物を献上して外従五位下を授けられた[6]。
4. 紀伊国那賀郡大領で、外正六位上の日置毗登弟弓が紀伊の国分寺に献上したため、外従五位下が与えられた[7]。
5. 土佐国安芸郡少領で外従六位下の凡直伊賀麻呂が稲2万束・牛60頭を西大寺に献上したため、外従五位上に昇叙した[8]
6. 従八位の船木直馬養が物を献上したため、外従五位下に昇叙した[8]。
7. 散位・正七位上の秦忌寸真成が銭2千貫、牛10頭を献上したため、従五位下に昇叙した[9]。
8. 伊予国宇摩郡  凡直継人が銭100万文、あさ布100端・竹笠100蓋（がい）・稲2万束を献上し、外従六位下に昇叙し、父親の稲積も外従五位下に昇叙した[10]。

などがあげられる。